# Боско дел Монако (Ровиго)
Боско дел Монако је насеље у Италији у округу Ровиго, региону Венето.
Према процени из 2011. у насељу је живело 76 становника. Насеље се налази на надморској висини од 2 м.